# Un doctor en mi casa
Un doctor en mi casa es un programa de televisión emitido en Cuatro y producido por BoxFish. Se estrenó el 23 de marzo de 2020 a las 22:45 horas y sigue el género de docu-reality. El espacio está basado en el formato Doctor in the House, que ha sido emitido en Reino Unido a través de la BBC y en Dinamarca por el canal DR2.
El protagonista es el médico de familia Julio Armas, que se exilió de Cuba y desarrolló su carrera en España. Lleva años trabajando en el hospital Vinalopó de Elche como jefe del grupo del servicio de urgencias y se dio a conocer en el programa Héroes, más allá del deber.

## Formato
El médico Julio Armas convive con el paciente y su familia para conocer en primera persona aquellos aspectos que tienen influencia sobre su salud (hábitos alimenticios, sus rutinas de descanso, su forma de vida, su higiene, sus condiciones laborales…) y llevar a cabo una serie de medidas para mejorarla. Asimismo, el doctor también ofrece consejos a los televidentes para que también mejoren su calidad de vida.

## Episodios y audiencias

### Temporada 1 (2020)
| N.º | Protagonistas                                             | Fecha de emisión    | Audiencia        |
| --- | --------------------------------------------------------- | ------------------- | ---------------- |
| 1   | Daniel (migraña) y Alberto (diabético)                    | 23 de marzo de 2020 | 852 000 (5,1%)   |
| 2   | Valentín (tripanofobia) y Alba (anorexia)                 | 30 de marzo de 2020 | 1 083 000 (6,4%) |
| 3   | Lola e hija (narcolepsia) y Antonio (parapléjico)         | 6 de abril de 2020  | 901 000 (5,2%)   |
| 4   | Laura (endometriosis) y Rocío (asma y alergia)            | 13 de abril de 2020 | 825 000 (5,1%)   |
| 5   | David (obesidad) y Noelia (sensibilidad química múltiple) | 20 de abril de 2020 | 898 000 (5,6%)   |
| 6   | Óscar (epilepsia) y Yolanda (fibromialgia)                | 27 de abril de 2020 | 879 000 (5,5%)   |

## Audiencia media

### Un doctor en mi casa: Temporadas
| Temporada                               | Programas | Fecha | Cadena | Espectadores | Cuota de pantalla |
| --------------------------------------- | --------- | ----- | ------ | ------------ | ----------------- |
| Un doctor en mi casa: Primera temporada | 6         | 2020  | Cuatro | 906 000      | 5,5%              |